# جیحون راد
جیحون راد (زادهٔ ۲۳ خرداد ۱۳۸۰) بازیکن فوتبال ایرانی‌الاصل اهل آمریکا است که در پست هافبک دفاعی برای تیم دوم باشگاه فوتبال اسپورتینگ کانزاس‌سیتی در یواس‌ال چمپیونزشیپ بازی می‌کند.
برادر وی، کاوه، نیز بازیکن فوتبال است.